# کالج موراد-رافائلیان
کالج موراد-رافائلیان (ارمنی: Մուրատ-Ռափայելյան վարժարան; (به انگلیسی: Murad Rafaelian college)) یکی از قدیمی‌ترین موسسات آموزشی جماعت ارمنیان پراکنده بود. این کالج در جزیره سن لازارو (غازار مقدس)، ونیز واقع شده بود و در سال ۱۸۳۶ میلادی توسط جماعت مخیتاریست تأسیس شد.

## برخی از استادان
- قوند آلیشان
- مسروپ جاناشیان

## برخی از دانش‌آموختگان
- دانیل واروژان
- واهرام پاپازیان (هنرپیشه)
- توماس ترزیان
- زاره موتافیان
- ادگار شاهین
- ادگار ماناس
- هاینریش هوبشمان

Գրականություն